# De rode taxi's
De rode taxi's is het 1ste stripalbum uit de reeks Steven Sterk. Tekenaar en scenarist Peyo werd voor de decors bijgestaan door Will. Tijdens zijn voorbereidingen voor dit verhaal werd Peyo bijgestaan door André Franquin die de idee van een kleine, bescheiden held genegen was.

## Verhaal
Steven Sterk maakt kennis met Rode Taxi's N.V., een nieuw taxibedrijf in Blijdenburg/Bruggedam. Hun vele moderne, rode taxi's lijken meneer Jaap Pijpers met zijn oude taxi weg te concurreren. Zijn taxi wordt gesaboteerd en meneer Pijpers gaat zijn beklag doen bij de directeur van de Rode Taxi's. Hij vergeet er echter zijn pet en keert terug. Steven wacht aan de voordeur. Meneer Pijpers hoort aan de deur van de directeur dat die iets heel anders van plan is met het taxibedrijf, dat eigenlijk een dekmantel is voor criminele praktijken. Pijpers wordt echter betrapt en gevangengenomen. Steven merkt dat er iets niet klopt en gaat op onderzoek in het bedrijf. Hij vindt er de pet van Pijpers, maar wordt ook betrapt. Uiteindelijk laat hij zich gevangennemen om zo bij meneer Pijpers terecht te kunnen komen.
Als Steven wakker wordt, ligt hij inderdaad bij meneer Pijpers. Steven wil ontsnappen, maar is verkouden; hij is daardoor al zijn kracht kwijt. Steven en meneer Pijpers worden op een boot gezet richting de Galapagoseilanden. Op de boot worden ze echter geholpen door Janus, een oude vriend van meneer Pijpers. Steven en meneer Pijpers ontsnappen met een roeiboot en belanden op een tropisch eiland, bewoond door een schipbreukeling. Meneer Pijpers wordt al gauw ingepalmd door de schoonheid van het eiland, maar Steven wil nog steeds verhinderen dat het taxibedrijf zijn misdaden kan organiseren. Hij vertrekt met de roeiboot.
De volgende dag is zijn verkoudheid over en hij vaart en rent met grote snelheid naar Blijdendorp terug. Een vrachtwagenchauffeur helpt hem het laatste stukje te overbruggen. Steven komt net aan voor het taxibedrijf in actie schiet. Dat verspreidt een gekleurde wolk over de stad en stuurt het foutieve bericht de wereld in dat het om een radioactieve wolk gaat. De inwoners verlaten angstig de stad zodat de taxichauffeurs alle rijkdommen uit de stad kunnen stelen. Steven snapt dat de wolk een list was en schakelt in zijn eentje de hele organisatie uit. Hij vernietigt de taxi's door ze in bomen te gooien, plat te slaan en zo meer. De politie kan ze daarna gemakkelijk inrekenen.
Een maand later komt ook meneer Pijpers terug. Steven doet zijn verhaal, maar net als alle anderen gelooft meneer Pijpers er geen woord van.

## Verfilming
Benoît Brisefer: Les Taxis rouges is een Frans-Belgisch film uit 2014. Het is de verfilming van dit album.